# Belanghebbende (recht)
In het Nederlandse bestuursrecht staat de belanghebbende centraal, omdat alleen de belanghebbende op kan komen tegen besluiten van bestuursorganen. Om als belanghebbende in de zin van artikel 1:2 Algemene wet bestuursrecht (Awb) te worden aangemerkt, moet aan een aantal eisen zijn voldaan die uit de jurisprudentie zijn voortgekomen.

## Natuurlijke personen die voor hun eigen belangen opkomen
Artikel 1:2 lid 1 Awb maakt geen onderscheid tussen natuurlijke personen voor zover deze voor hun eigen belang willen opkomen, slechts is vereist dat diens belang "rechtstreeks bij een besluit is betrokken." Dat is het geval wanneer wordt voldaan aan de zogenaamde F-OPERA-criteria (Ook wel EPOAD-criteria):
Feitelijk belanghet belang moet feitelijk zijn en geen fictie of verzinsel
Objectief bepaalbaarhet moet een objectief bepaalbaar belang betreffen; een subjectief belang (denk aan smaak, gedachten, eer of psychische gesteldheid) volstaat niet, hoe sterk dit ook mag zijn
Persoonlijk belangde persoon moet zich voldoende onderscheiden van willekeurige anderen. Daarvan is bijvoorbeeld sprake bij een beschikking gericht tot een geadresseerde: de geadresseerde onderscheidt zich van ieder ander (die niet geadresseerde is). Van groot belang in de ruimtelijke ordening zijn zicht vanuit de woning op de door een besluit mogelijk gemaakte ruimtelijke ontwikkeling en/of nabijheid tot die ontwikkeling
Eigen belangopkomen voor het belang van een ander is niet mogelijk. Het is wel mogelijk om als gemachtigde een ander te vertegenwoordigen (artikel 2:1 lid 1 Awb). In dat geval wordt het belang van de vertegenwoordigde getoetst, niet dat van de gemachtigde. Besluit iemand die als belanghebbende kan worden aangemerkt niet tegen een besluit op te komen, dan kan iemand anders dus niet in diens plaats opkomen
Rechtstreeks (Direct) belanger moet voldoende causaal verband aanwezig zijn tussen de gevolgen van het besluit en het geraakte belang. Een afgeleid belang is niet voldoende. Daarvan is sprake als een persoon door een besluit in zijn belang getroffen wordt via een civielrechtelijke overeenkomst. Wordt de eigenaar van een woning een Omgevingsvergunning voor de aanbouw van een serre geweigerd, dan kan die eigenaar wel, maar een eventuele huurder niet tegen die weigering opkomen
Actueel belanghet belang moet actueel zijn, dus niet gericht op eventuele toekomstige gebeurtenissen. Als een persoon verwacht te verhuizen naar een plek, en dicht bij die plek wordt een huis gebouwd, dan kan die persoon zich niet melden als belanghebbende. Er is sprake van een toekomstige, onzekere situatie

## Bestuursorganen als belanghebbende
Artikel 1:2 lid 2 Awb bepaalt dat bestuursorganen ook een belanghebbende kunnen zijn als er wordt gekeken naar hun toevertrouwde belangen. De bovengenoemde criteria gelden grotendeels niet voor een bestuursorgaan, omdat een bestuursorgaan nooit een eigenbelang behartigt, maar altijd een algemeen belang. Daarnaast zijn deze algemene belangen altijd objectief bepaalbaar.
De toevertrouwde belangen moeten blijken uit de taken en bevoegdheden van het bestuursorgaan, die kunnen worden afgeleid uit de wettelijke taakomschrijving van het bestuursorgaan. Algemene taakomschrijvingen worden door de bestuursrechter niet goedgekeurd. Hij let dan ook vooral op bijzondere wetten waarin specifieke taken en bevoegdheden aan bestuursorganen zijn toebedeeld.
Deze belanghebbendheid van een bestuursorgaan wordt nietig als een bestuursorgaan de wettelijke bevoegdheden delegeert of gedelegeerd heeft aan een ander bestuursorgaan.
De eisen rechtstreeks geraakt belang en actueel belang zijn nog wel van toepassing, de andere vereisten staan gelijk aan het algemene belang.

## Rechtspersonen die voor collectieve of algemene belangen opkomen
Volgens art. 1:2 lid 3 Awb kunnen ook rechtspersonen die algemene of collectieve belangen behartigen als belanghebbende worden aangemerkt. Als hun belangen worden ook die belangen gezien, die zij krachtens hun statuten en feitelijke werkzaamheden in het bijzonder behartigen. Dit is bijvoorbeeld het geval als een stichting ter bescherming van een bepaalde heel oude beuk opkomt tegen een kapvergunning van die beuk.
Voor bestuursorganen geldt, dat de hun toevertrouwde belangen als hun eigen en persoonlijk belang gelden (art. 1:2 lid 2 Awb.) en ze moeten verder nog een concreet en direct geraakt belang hebben.
Ook het burgerlijk recht kent het begrip belanghebbende. Het speelt een belangrijke rol in het personen- en familierecht.
OpmerkingIn artikel 8:1 Awb staat dat een belanghebbende tegen een besluit beroep kan instellen. De belanghebbende dient echter wel procesbelang te hebben. Dit houdt in dat het beroep moet kunnen leiden tot tegemoetkoming aan zijn bezwaren. Wie niets heeft aan de uitspraak van een bestuursrechter, bijvoorbeeld omdat het besluit reeds is uitgevoerd of omdat het bestuursorgaan hangende het beroep volledig aan de aangevoerde bezwaren is tegemoetgekomen, heeft geen procesbelang (meer). Dit is niet met zoveel woorden in de Awb terug te vinden, maar wordt gevonden in jurisprudentie van de Afdeling Bestuursrechtspraak van de Raad van State.